# Provincia Antártica Chilena
La provincia Antártica Chilena se ubica en el sur de la región de Magallanes y de la Antártica Chilena, a la que pertenece, y tiene una superficie de 14 146 km² (considerando 1 250 257 km² del Territorio Chileno Antártico suman 1.264.403 km²) y posee una población de 2262 habitantes. Su capital provincial es la ciudad de Puerto Williams.

## Comunas pertenecientes a la provincia Antártica Chilena
La provincia está constituida por las comunas de:
- Cabo de Hornos, llamada Navarino hasta el año 2001.
- Antártica, que abarca el Territorio Chileno Antártico.

La comuna de Navarino fue creada en 1927 y dependió del Departamento de Tierra del Fuego hasta 1975. Mientras que la comuna de La Antártica se creó en 1961 y dependió directamente de la ciudad de Punta Arenas hasta 1975. Esta última, con solo 130 habitantes, es la única comuna chilena que carece de una municipalidad.
El 4 de noviembre de 1975 se crea la Provincia Antártica Chilena con las comunas de Navarino (hoy, Cabo de Hornos) y Antártica.

## Autoridades
Las autoridades son nombradas directamente por el Presidente de la República y se mantienen en su cargo mientras cuenten con su confianza.

### Gobernador Provincial (1990-2021)

Logotipo de la Gobernación de la Provincia de Antártica Chilena hasta 2021.

Los siguientes fueron los gobernadores provinciales de la Antártica Chilena.
| Gobernador(a)                  | Partido | Partido | Inicio                | Final                 | Presidente(a) | Presidente(a)           |
| ------------------------------ | ------- | ------- | --------------------- | --------------------- | ------------- | ----------------------- |
| Christian De Bonnafos Gándara  |         | Ind.    | 11 de marzo de 1990   | 11 de marzo de 1994   |               | Patricio Aylwin         |
| Héctor Hernán Scarich Gallardo |         | PPD     | 11 de marzo de 1994   | 11 de marzo de 2000   |               | Eduardo Frei Ruíz-Tagle |
| Eduardo Ulises Barros González |         | PPD     | 11 de marzo de 2000   | 11 de marzo de 2006   |               | Ricardo Lagos           |
| Bélgica Arizmendy              |         | PRSD    | 11 de marzo de 2006   | 22 de enero de 2007   |               | Michelle Bachelet       |
| Claudio Flores Flores          |         | PRSD    | 22 de enero de 2007   | 11 de marzo de 2010   |               | Michelle Bachelet       |
| Nelson Cárcamo Barrera         |         | UDI     | 11 de marzo de 2010   | 11 de marzo de 2014   |               | Sebastián Piñera        |
| Patricio Oyarzo Gaez           |         | PPD     | 11 de marzo de 2014   | 9 de junio de 2017    |               | Michelle Bachelet       |
| Daniela Díaz Mayorga           |         | PPD     | 9 de junio de 2017    | 11 de marzo de 2018   |               | Michelle Bachelet       |
| Juan José Arcos Srdanovic      |         | PRI     | 11 de marzo de 2018   | 19 de febrero de 2019 |               | Sebastián Piñera        |
| Nelson Cárcamo Barrera         |         | UDI     | 19 de febrero de 2019 | 14 de julio de 2021   |               | Sebastián Piñera        |

### Delegado Presidencial Provincial (Desde 2021)

Logotipo de la Delegación Presidencial Provincial de la Antártica Chilena desde 2021.

Nuevo cargo que reemplaza la figura de Gobernador provincial.
| Delegado(a)                   | Partido | Partido | Inicio              | Final               | Presidente(a) | Presidente(a)    |
| ----------------------------- | ------- | ------- | ------------------- | ------------------- | ------------- | ---------------- |
| Nelson Cárcamo Barrera        |         | UDI     | 14 de julio de 2021 | 11 de marzo de 2022 |               | Sebastián Piñera |
| María Luisa Muñoz Manquemilla |         | Ind.    | 11 de marzo de 2022 | 9 de julio de 2024  |               | Gabriel Boric    |
| Constanza Calisto Gallardo    |         | Ind.    | 9 de julio de 2024  | En el cargo         |               | Gabriel Boric    |

## Economía
En 2018, la cantidad de empresas registradas en la provincia de Antártica Chilena fue de 56. El Índice de Complejidad Económica (ECI) en el mismo año fue de -1,55, mientras que las actividades económicas con mayor índice de Ventaja Comparativa Revelada (RCA) fueron Proveedores de Internet (158,93), Agencias y Organizadores de Viajes, Actividades de Asistencia a Turistas (134,0) y Elaboración de Hormigón, Artículos de Hormigón y Mortero (74,77).

## Características generales

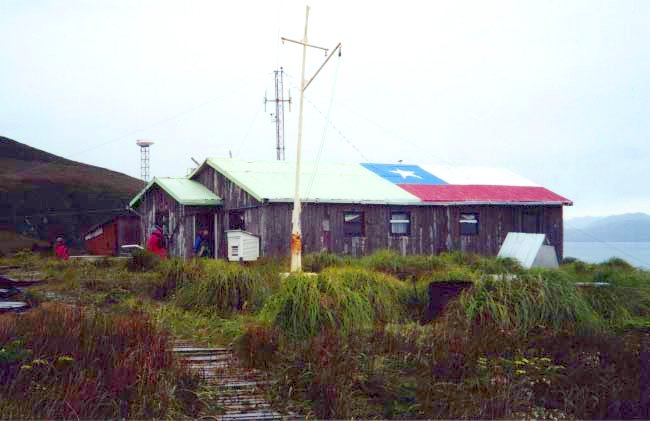
Edificio principal del Cabo de Hornos

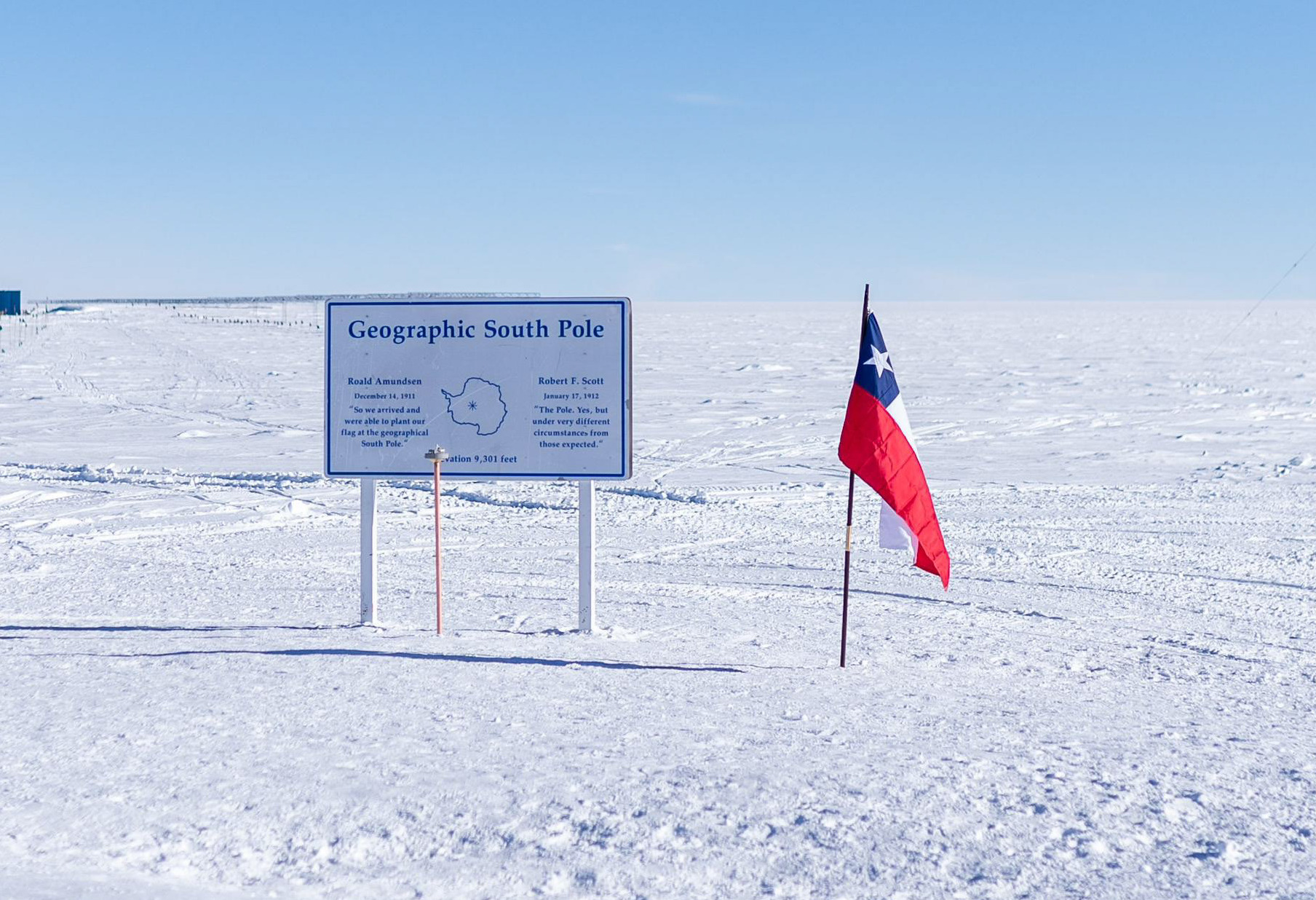
Frontera Sur del Chile Tricontinental, el polo sur con una bandera nacional.

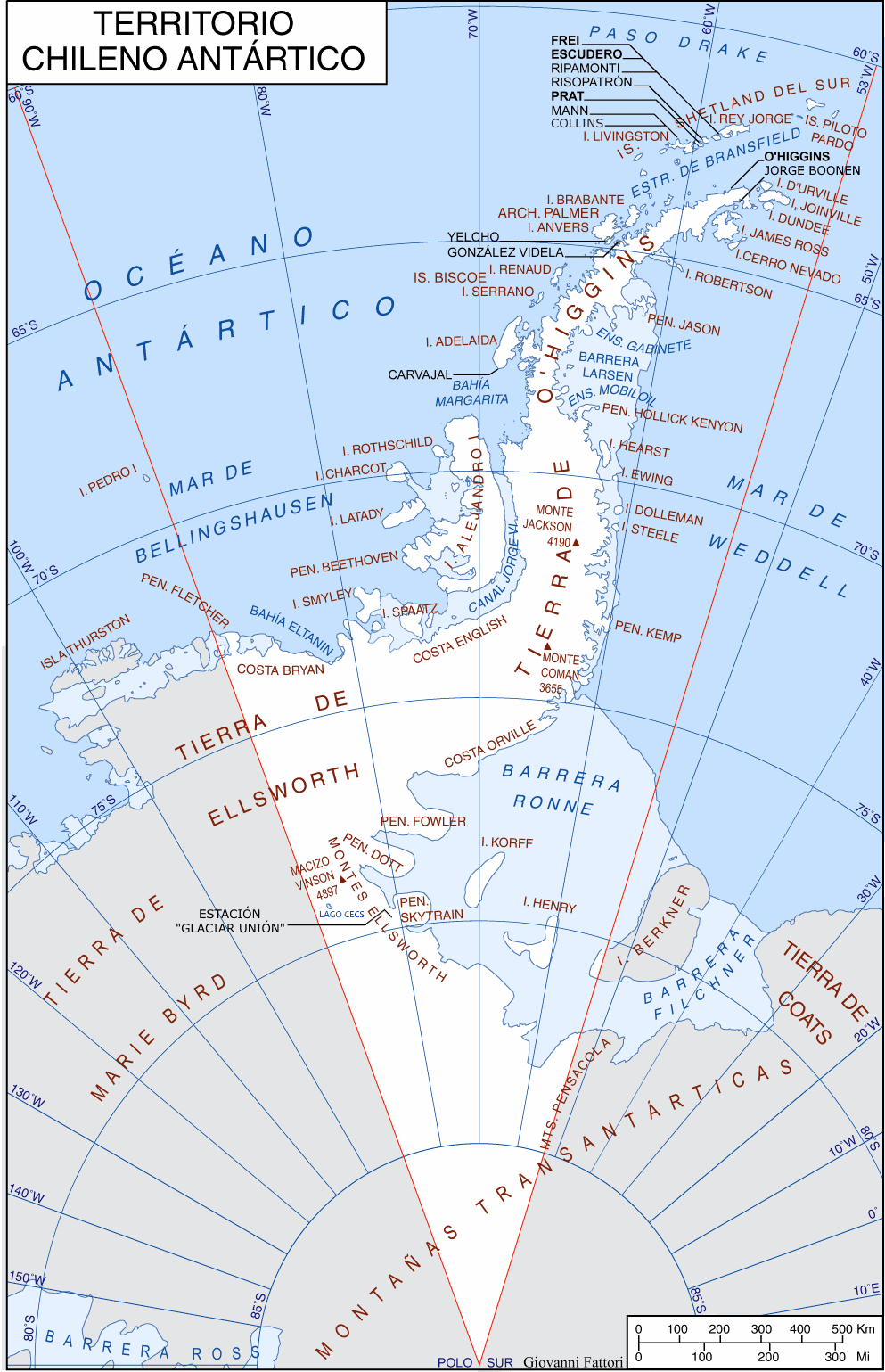
Territorio Chileno Antártico

Esta provincia está ubicada en el extremo sur de Chile y del continente americano e incluye además la reclamación territorial chilena en la Antártica. Es una de las tres provincias chilenas completamente insulares.
Comprende una zona al norte del Paso Drake, o parte sudamericana, que abarca el archipiélago al sur de Tierra del Fuego, además del sector sur de dicha isla (Estancia Yendegaia). Las principales islas son:
- Isla Navarino
- Isla Hoste
- Isla Lennox
- Isla Picton
- Isla Nueva
- Islas Wollaston
- Isla de Hornos
- Islas Diego Ramírez

En su fauna se destacan especies como la ballena azul, elefantes marinos, foca de Weddell, lobo antártico y diferentes tipos de pingüinos tales como el adela, papúa, antártico, entre otras aves como petreles gigantes, cormoranes, paloma antártica y albatros.
Cabe destacar que dentro del territorio de esta provincia se encuentra la Reserva de la Biosfera Cabo de Hornos, territorio protegido en el marco del programa MaB de Unesco y que es el más austral del mundo en su tipo.

## Demografía
Es una de las provincias de menor densidad en todo Chile, con 0,16 habitantes por km² y tiene solamente 2262 habitantes. El 85,54% de la población es urbana, la totalidad de los cuales se encuentran en Puerto Williams, y el 14,46% es rural. Concentra tan solo al 1,66% de la población regional y al 0,013% de la población nacional. Es además una de las provincias con el menor índice de pobreza, con tan solo un 2,87%.
La mayoría de los poblados de la provincia se encuentran en la Isla Navarino a orillas del Canal Beagle frente a la costa sur de Tierra del Fuego. Las principales localidades son:
- Puerto Williams
- Puerto Navarino
- Caleta Eugenia
- Puerto Toro
- Villa Las Estrellas

## Territorio Antártico Chileno
Además pertenece a esta provincia el Territorio Chileno Antártico, en el cual Chile mantiene una asentamiento de población civil: Villa Las Estrellas, 4 bases permanentes, 1 centro meteorológico de primera importancia (Eduardo Frei Montalva), centros de investigación y múltiples refugios que operan en el verano. Con una extensión de 1.250.000 km², comprende el área reclamada por Chile en la Antártida desde el Polo Sur, la Península Antártica (Tierra de O'Higgins) e islas adyacentes: 
| - Islas Biscoe - Islas Shetland del Sur - Islas Piloto Pardo - Isla Rey Jorge - Isla D'Urville - Isla Joinville - Isla Dundee - Isla Livingston - Isla Brabante | - Archipiélago Palmer - Isla Anvers - Isla Renaud - Isla Robertson - Isla Serrano - Isla Adelaida - Isla Rothschild - Isla Hearst - Isla Ewing | - Isla Dollemann - Isla Steele - Isla Charcot - Isla Latady - Isla Alejandro I - Isla Smyley - Isla Spaatz - Isla Korff - Isla Henry |

Este territorio es de permanente interés científico. El Tratado Antártico establece la utilización del territorio sólo con fines pacíficos, por lo tanto excluye las experimentaciones con armas nucleares y prohíbe los depósitos de material radioactivo.